# Barnberghöhle
Koordinaten: 48° 32′ 35″ N, 9° 24′ 10″ O

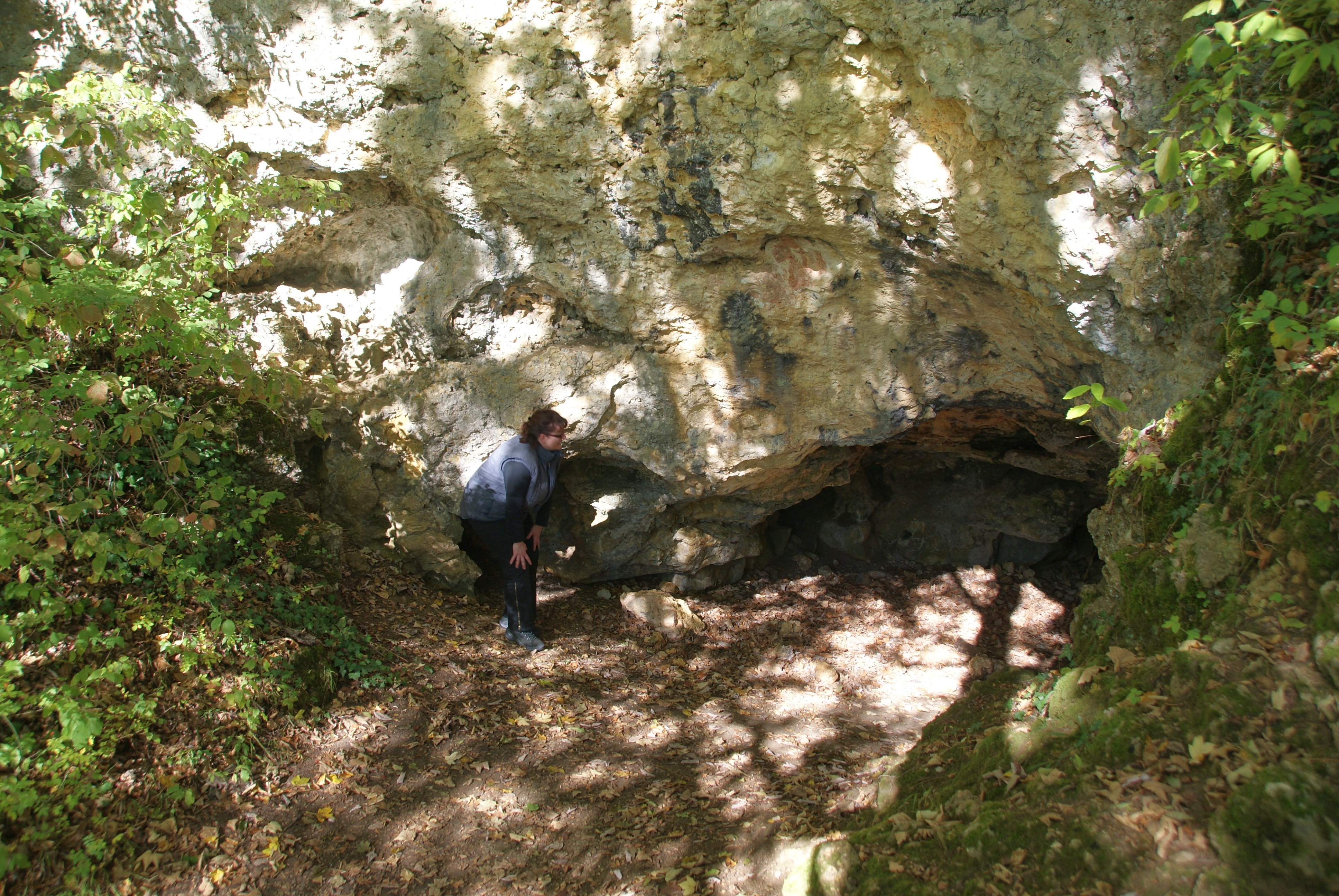
Barnberghöhle bei Neuffen

Die Barnberghöhle ist eine Karsthöhle am nördlichen Trauf der Schwäbischen Alb. Sie liegt oberhalb der Albsteige Neuffen-Hülben rund 2,4 Kilometer südöstlich von Neuffen auf 695 Meter NN.
Die Höhle ist ca. 46 m lang. In ihr wurde ein menschlicher Schädel entdeckt, außerdem Artefakte aus der Jungsteinzeit. Sie ist als Geotop geschützt und unter dem Namen Barnberghöhle mit Fels mit der Schutzgebietsnummer 811-60462903 auch als Naturdenkmal. Die Barnberghöhle gehört zum UNESCO Geopark Schwäbische Alb.